# Heterostegania thamia
Heterostegania thamia är en fjärilsart som beskrevs av Louis Beethoven Prout 1926. Heterostegania thamia ingår i släktet Heterostegania och familjen mätare. Inga underarter finns listade i Catalogue of Life.